# Topik (Linguistik)
Das Topik ([ˈtɔpɪk], von engl. topic) ist in der Linguistik der Gegenstand einer Aussage, also diejenige Einheit innerhalb einer sprachlichen Äußerung, über die etwas ausgesagt wird bzw. von der die Äußerung handelt, d. h. das Thema. Der Begriff des Themas wurde von der Prager Schule im Rahmen der Thema-Rhema-Gliederung geprägt, während Topik der in der aktuellen Sprachtheorie gängigere Terminus ist.
Dabei stellt das Topik einen der beiden primären Zustände dar, die in der Informationsstruktur sprachlicher Äußerungen von Bedeutung sind. Das Pendant dazu ist der Fokus. Beide sind Untersuchungsgegenstände der Diskurspragmatik.
Der Begriff Topik (das, worüber etwas ausgesagt wird) wird auch dem engl. Begriff comment gegenübergestellt, welcher so viel wie das, was darüber ausgesagt wird bedeutet. Ins Deutsche übersetzt spricht man von Kommentar und zum Beispiel u. a. von Topik-Kommentar-Gliederung.

## Beispiele
- deutsch: „Die Frau singt ein Lied.“ (mit normaler Intonation!)
- japanisch: „Onna ha uta o utatte imasu.“ (onna = „Frau“)

Im Japanischen wird das Topik durch die Postposition (Partikel) ha (gesprochen wa) gekennzeichnet, im Deutschen sind es die Intonation und die Wortfolge (Topikalisierung), die zum Ausdruck des Topiks verwendet werden.
Um ein Topik eindeutig zu kennzeichnen, kann man im Deutschen auch die Wendung „was … betrifft/angeht/anbelangt, (so) …“ verwenden:
„Was die Frau betrifft: Sie singt ein Lied.“